# Caryophyllales
Caryophyllales Perleb, 1826 è un ordine di piante del clade superasteridi. Quasi la metà delle famiglie sono molto piccole, con meno di una dozzina di specie ognuna. All'ordine appartengono sia diverse specie commestibili come amaranto, rabarbaro, quinoa e spinacio sia specie ornamentali come Cactus, bouganville e piante carnivore.
L'ordine delle Caryophyllales comprende circa il 6% delle specie eudicotiledoni e fa parte del clade delle eucotiledoni centrali (o core eudicots nella terminologia inglese). Attualmente, le Caryophyllales contengono 38 famiglie, 749 generi e 11 620 specie.
La monofilia delle Caryophyllales è sostenuta da sequenze di DNA, dati di sequenze di citocromo c e caratteri ereditari come lo sviluppo della parete delle antere ed elementi vascolari del legno con perforazioni semplici.

## Tassonomia
Nella Classificazione APG IV del 2016 le Caryophyllales occupano una posizione basale negli eudicotiledoni centrali.
Le famiglie più larghe dell'ordine sono Caryophyllaceae (2 200 specie), Amaranthaceae (2050-2500 specie), Aizoaceae (2 020 specie), Cactaceae (1 500 specie), Polygonaceae (1 100 specie).
Include le seguenti famiglie:
*= famiglia non presente o ridisegnata rispetto alla classificazione APG III (2009).
- Frankeniaceae Desv.
- Tamaricaceae Link
- Plumbaginaceae Juss.
- Polygonaceae Juss.
- Droseraceae Salisb.
- Nepenthaceae Dumort
- Drosophyllaceae Chrtek et al.
- Dioncophyllaceae Airy Shaw
- Ancistrocladaceae Planch. ex Walp.
- Rhabdodendraceae Prance
- Simmondsiaceae Tiegh.
- Physenaceae Takht.
- Asteropeiaceae Takht. ex Reveal & Hoogland
- Macarthuriaceae Christenh. *
- Microteaceae Schäferhoff & Borsch *
- Caryophyllaceae Juss.
- Achatocarpaceae Heimerl
- Amaranthaceae Juss.
- Stegnospermataceae Nakai
- Limeaceae Shipunov ex Reveal *
- Lophiocarpaceae Doweld & Reveal
- Kewaceae Christenh. *
- Barbeuiaceae Nakai
- Gisekiaceae Nakai
- Aizoaceae Martinov
- Phytolaccaceae R.Br. *
- Petiveriaceae C.Agardh * (include Rivinaceae C.Agardh)
- Sarcobataceae Behnke
- Nyctaginaceae Juss.
- Molluginaceae Bartl. *
- Montiaceae Raf.
- Didiereaceae Radlk.
- Basellaceae Raf.
- Halophytaceae S.Soriano
- Talinaceae Doweld
- Portulacaceae Juss.
- Anacampserotaceae Eggli & Nyffeler
- Cactaceae Juss.

Secondo il Sistema Cronquist (1981) l'ordine comprendeva le seguenti famiglie:
- Achatocarpaceae
- Aizoaceae
- Amaranthaceae
- Basellaceae
- Cactaceae
- Caryophyllaceae
- Chenopodiaceae
- Didiereaceae
- Molluginaceae
- Nyctaginaceae
- Phytolaccaceae
- Portulacaceae